# État d'Aragua
Pour les articles homonymes, voir Aragua.
Aragua est un État du Venezuela. Sa capitale est Maracay. En 2011, sa population s'élève à 1 630 308 habitants.

## Étymologie

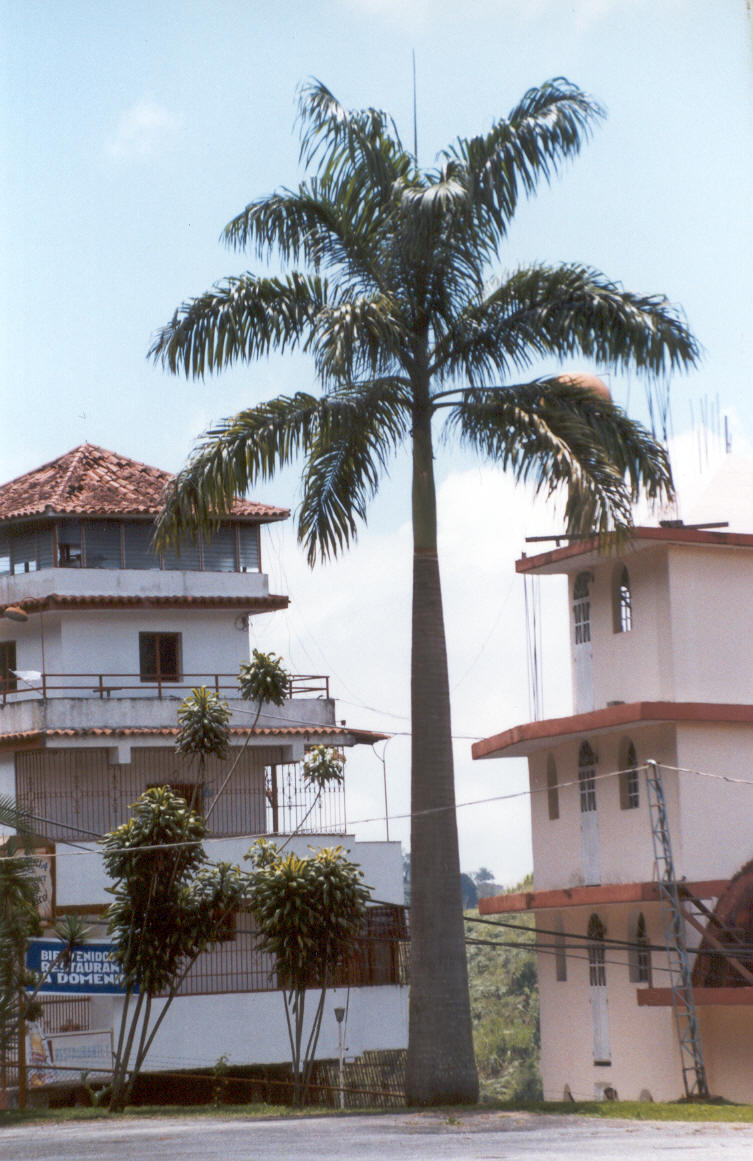
Un chaguaramo, nom vernaculaire de l'espèce de palmier Roystonea oleracea.

Le nom aragua pourrait provenir du cumanagoto, une des langues caribes aujourd'hui éteinte et parlée par les Cumanagotos, et désignerait le chaguaramo, nom vernaculaire désignant au Venezuela l'espèce de palmier Roystonea oleracea présente dans le nord du pays. Toutefois, selon Carlos Blanco Galeno, historien de Turmero, le mot aragua provient du plutôt dans le même corpus de langues du mot aregua, de are le « lieu » et de gua dérivé de ogun signifiant « le mien », de telle sorte que le mot aregua signifierait « mon lieu » ou « mon pays ». L'origine serait identique pour le río Aragua, principal source alimentant le lac de Valencia.

## Histoire
Les terres où se situe aujourd'hui la capitale de l'État Maracay sont concédées au XVIe siècle à Sebastián Díaz Alfaro. Son fils Mateo en hérite. Ces terres portent alors les noms de Valle de Tucupío et Tepatopo, et servent de pâturage pour le bétail. À proximité de Tucupío, Tapatapa, Guey et El Rincón se trouvent des plantations de canne à sucre et de cacao.
En 1700, une quarantaine de familles résidant la vallée rendent visite à l'évêque Diego de Baños y Sotomayor pour choisiri un paroissien, ce qui équivaut à donner un caractère officiel à leur peuplement. Le 
5 mars 1701 est fondé Maracay, qui tire son nom du río Maracay.
Au début du 19e siècle, la ville subit les vicissitudes de la guerre d'indépendance, en particulier les épisodes des années 1812-1813 à la hacienda La Trinidad. En 1816 et 1818 se situent les conflits sanglants à la Cabrera et Maracay lors de l'expédition de los Cayos, décisive dans l'émancipation contre la couronne espagnole. S'ensuivent les affres de la guerre fédérale qui atteignent les cultures environnantes et un épisode de peste désastreux provenant de la décomposition de l'indigo fermenté qui fait de nombreuses victimes. 
Les transformations urbaines de la ville de Maracay débutent sous la houlette du général Juan Vicente Gómez. En 1898, la capitale est transférée à La Victoria et de nouveau à Maracay en 1917, rang qu'elle conserve depuis lors.

### Conquête et époque coloniale espagnole
L'Aragua dépend de la province de Caracas dès 1555. Les premiers Européens pénetrent d'abord dans les actuels États de Carabobo et de Miranda à l'ouest et à l'est de l'actuel État puis, puis dans l'actuel Aragua lui-même. Ce n'est qu'à la fin du XVIe siècle que les Espagnols implantent le système des enconomiendas dans les vallée de l'Aragua. En 1620, une quarantaine de grands propriétaires se répartissent les terres de l'Aragua, et vivent principalement dans la vallée de Caracas.
En 1701 est fondée la ville de Maracay. En 1780, La Victoria est une ville de presque 5 000 habitants dont 800 indiens ne parlant que l'espagnol, les autres habitants étant des Espagnols, des Créoles, des Noirs, des métis et des zambos, descendants de Noirs et d'Amérindiens.
L'explorateur Alexandre de Humboldt note, en 1800, que les populations des vallées de l'Aragua, couvrant alors les deux côtés du lac de Valencia, la partie occidentale étant désormais dans l'État de Carabobo, sont essentiellement composées de gens à la peau brune, de créoles, et que outre zambos et esclaves, 5 000 indiens autochtones sont enregistrés et que la majorité se concentre dans les localités de Turmero et Guacara, aujourd'hui au Carabobo ; plus personne n'y parle la langue de ses ancêtres.

### Le19esiècle

#### Province d'Aragua
Le 11 février 1848, la province d'Aragua est créée, par séparation de la province de Caracas, et occupe les limites actuelles de l'État d'Aragua, avec pour capitale La Victoria.

#### État d'Aragua, fusion et séparation

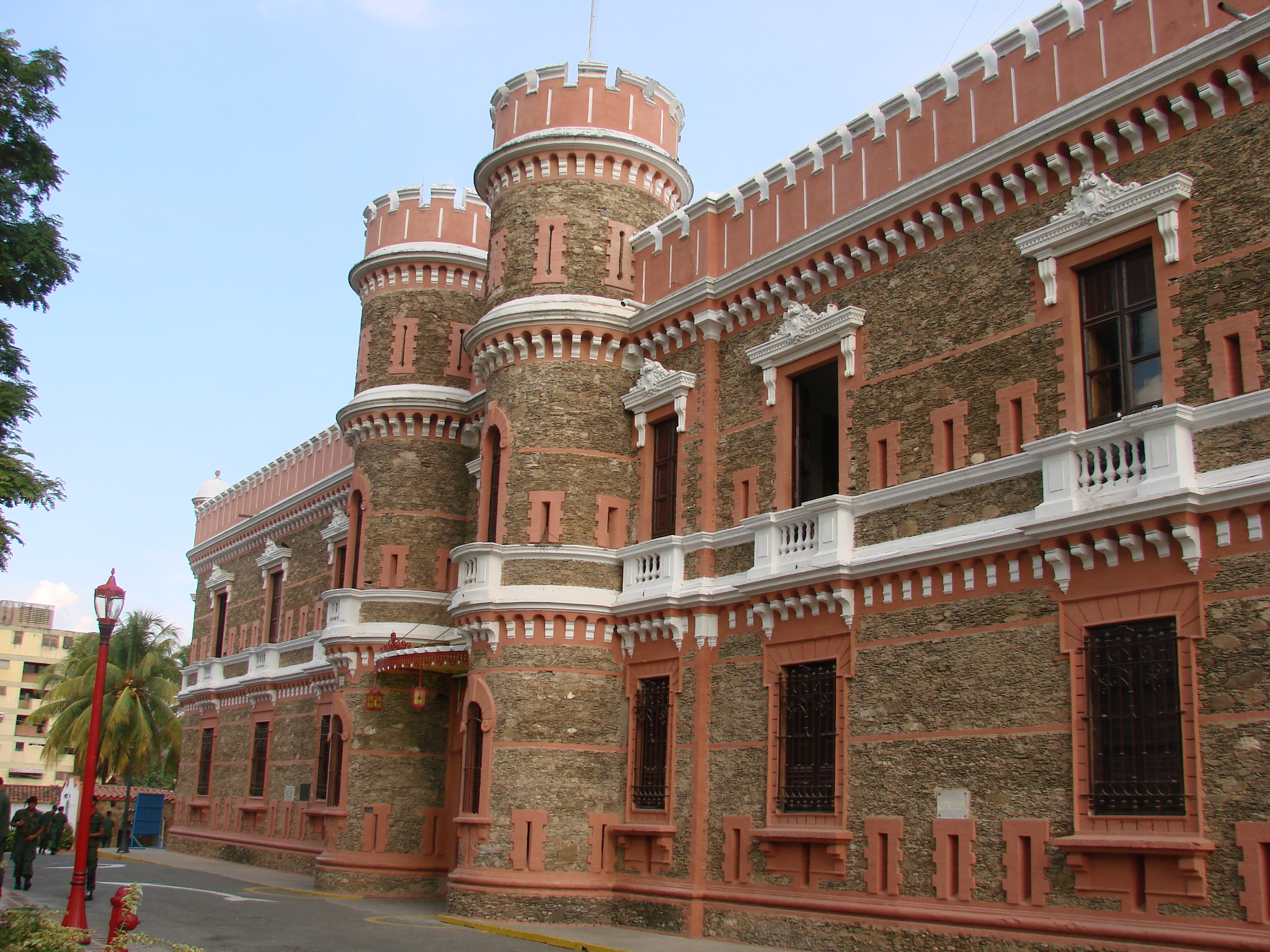
Le Cuartel Mariano Montilla, siège de l'école militaire José Félix Ribas à La Victoria, capitale de l'État jusqu'en 1917.

En 1864, la province d'Aragua est érigée en État d'Aragua, indépendant, mais qui fusionne dès 1866 avec son voisin, l'État de Guárico pour former l'État de Guzmán Blanco avec comme capitale Villa de Cura.
En 1899, l'État d'Aragua se sépare de nouveau de son voisin et recouvre ses limites actuelles.

### Le20esiècle
En 1917, la capitale est de nouveau déplacée de La Victoria à Maracay, rang que cette dernière tient depuis lors. Le dictateur et 29e président du Venezuela Juan Vicente Gómez demeure la plupart du temps à Maracay, ville où il meurt en 1935.
Les limites de l'État sont définitivement fixées avec celles des États voisins de Miranda en 1909, Carabobo en 1917 et Guárico en 1933.
En 1989, les premières élections au suffrage universel direct du gouverneur consacrent Carlos Tablante du parti social-démocrate Mouvement vers le socialisme.

## Géographie

### Situation
L'État d'Aragua est situé au nord du Venezuela, entre les États de Miranda à l'est, de Carabobo à l'ouest et de Guárico au sud. Au nord, on trouve la mer des Caraïbes. Une grande partie de l'État est constituée par le parc national Henri Pittier, dans lequel se trouvent les localités de Choroní et Puerto Colombia, très fréquentées par les touristes nationaux et internationaux.
La ville de Maracay est située à 100 km à l'ouest de Caracas. Elle est souvent appelée la ciudad jardin, la « cité jardin », en raison de ses nombreuses zones vertes et ses arbres qui longent une bonne partie des rues principales. Dans cette ville eut élu domicile le général Juan Vicente Gomez, avec qui le Venezuela a connu 27 ans de dictature au début du XXe siècle et a initié son histoire pétrolière.

## Démographie, société et religions

### Démographie
Selon l'Institut national de la statistique (Instituto Nacional de Estadística en espagnol), la population a augmenté de 12.46 % entre 2001 et 2011 et s'élève à 1 630 308 habitants lors de ce dernier recensement :
| 2001      | 2011      |
| --------- | --------- |
| 1 449 616 | 1 630 308 |

## Administration et politique

### Subdivisions
L'État est divisé en 18 municipalités totalisant 44 paroisses civiles :
| Municipalité                | Localisation | Chef-lieu                  | Nombre de paroisses civiles | Paroisses civiles | Population (2001) | Population (2011) |
| --------------------------- | ------------ | -------------------------- | --------------------------- | --- | ----------------- | ----------------- |
| Bolívar                     |              | San Mateo                  | 0                           | (aucune) | 38 062            | 38 047            |
| Camatagua                   |              | Camatagua                  | 2                           | Camatagua (Camatagua) Carmen de Cura (Carmen de Cura) | 15 186            | 16 627            |
| Francisco Linares Alcántara |              | Santa Rita                 | 3                           | Francisco Linares Alcántara (Santa Rita) Francisco de Miranda (Francisco de Miranda) Monseñor Feliciano González (Paraparal)                                                                                         | 114 522           | 123 122           |
| Girardot                    |              | Maracay                    | 8                           | Andrés Eloy Blanco (Maracay) Choroní (Choroní) Joaquín Crespo (Maracay) José Casanova Godoy (Maracay) Las Delicias (Maracay) Los Tacariguas (Maracay) Madre María de San José (Maracay) Pedro José Ovalles (Maracay) | 396 125           | 407 109           |
| José Félix Ribas            |              | La Victoria                | 5                           | Castor Nieves Ríos (Las Mercedes) Juan Vicente Bolívar y Ponte (La Victoria) Las Guacamayas (Las Guacamayas) Pao de Zárate (Pao de Zárate) Zuata (Zuata)                                                             | 133 461           | 143 501           |
| José Rafael Revenga         |              | El Consejo                 | 0                           | (aucune) | 42 156            | 48 800            |
| José Ángel Lamas            |              | Santa Cruz de Aragua       | 0                           | (aucune) | 27 428            | 32 981            |
| Libertador                  |              | Palo Negro                 | 2                           | Palo Negro (Palo Negro) San Martín de Porres (La Pica) | 76 036            | 114 355           |
| Mario Briceño Iragorry      |              | El Limón                   | 2                           | Mario Briceño Iragorry (El Limón) Caña de Azucar (Caña de Azucar) | 95 672            | 99 852            |
| Ocumare de la Costa de Oro  |              | Ocumare de la Costa        | 0                           | (aucune) | 7 996             | 12 816            |
| San Casimiro                |              | San Casimiro de Güiripa    | 4                           | Güiripa (Güiripa) Ollas de Caramacate (Ollas de Caramacate) San Casimiro (San Casimiro de Güiripa) Valle Morín (Valle Morín)                                                                                         | 22 513            | 25 540            |
| San Sebastián               |              | San Sebastián de los Reyes | 0                           | (aucune) | 19 474            | 23 279            |
| Santiago Mariño             |              | Turmero                    | 5                           | Alfredo Pacheco Miranda (San Joaquín) Arevalo Aponte (Rosario de Paya) Chuao (Chuao) Samán de Güere (19 de Abril) Turmero (Turmero)                                                                                  | 160 465           | 211 010           |
| Santos Michelena            |              | Las Tejerías               | 2                           | Santos Michelena (Las Tejerías) Tiara (Tiara) | 37 398            | 38 574            |
| Sucre                       |              | Cagua                      | 2                           | Sucre (Cagua) Bella Vista (Bella Vista) | 106 461           | 114 509           |
| Tovar                       |              | Colonia Tovar              | 0                           | (aucune) | 14 309            | 14 161            |
| Urdaneta                    |              | Barbacoas                  | 4                           | Las Peñitas (Las Peñitas) San Francisco de Cara (San Francisco de Cara) Taguay (Taguay) Urdaneta (Barbacoas) | 18 734            | 21 271            |
| Zamora                      |              | Villa de Cura              | 5                           | Augusto Mijares (Tocorón) Magdaleno (Magdaleno) San Francisco de Asís (San Francisco de Asís) Valles de Tucutunemo (Los Bagres) Zamora (Villa de Cura)                                                               | 123 618           | 144 754           |
| Total                       |              |                            | 44                          | | 1 449 616         | 1 630 308         |

### Organisation des pouvoirs
Le pouvoir exécutif est l'apanage du gouverneur. L'actuelle gouverneure est Karina Carpio, depuis le 22 novembre 2021.
| Photo | Scrutin | Période                               | Nom du gouverneur    | Parti politique | Résultat électoral | Notes                                           |
| ----- | ------- | ------------------------------------- | -------------------- | --------------- | ------------------ | ----------------------------------------------- |
|       | 1989    | 1989-1992                             | Carlos Tablante      | MAS             | 50.51 %            | Premier gouverneur élu                          |
|       | 1992    | 1992-1995                             | Carlos Tablante      | MAS             | 62.73 %            | Réélu                                           |
|       | 1995    | 1995-1998                             | Didalco Bolívar      | MAS             | 48.93 %            |                                                 |
|       | 1998    | 1998-2000                             | Didalco Bolívar      | MAS             | 72.44 %            |                                                 |
|       | 2000    | 2000-2004                             | Didalco Bolívar      | MAS             | 84.54 %            |                                                 |
|       | 2004    | 2004-2008                             | Didalco Bolívar      | Podemos         | 67.69 %            |                                                 |
|       | 2008    | 2008-2012                             | Rafael Isea          | PSUV            | 58.77 %            |                                                 |
|       | 2012    | 2012-2017                             | Tareck El Aissami    | PSUV            | 55.56 %            |                                                 |
|       | -       | 2017                                  | Caryl Bertho         | PSUV            | -                  | Interim après la démission de Tareck El Aissami |
|       | 2017    | 2017 - 21 novembre 2021               | Rodolfo Marco Torres | PSUV            | 56.83 %            |                                                 |
|       | 2021    | Depuis le 22 novembre 2021 (en cours) | Karina Carpio        | PSUV            | 51.76 %            | Actuelle gouverneure                            |

## Sources
- (es) Cet article est partiellement ou en totalité issu de l’article de Wikipédia en espagnol intitulé « Anexo:Gobernador de Aragua » (voir la liste des auteurs).